# نانسي لانغ
نانسي لانغ (بالإنجليزية: Nancy Lang)‏ هي فنانة أمريكية، ولدت في 11 مارس 1976 في نيويورك في الولايات المتحدة.

## وصلات خارجية
- الموقع الرسمي